# Manuel de Pedrolo
 (février 2024).
 (février 2024).
Si vous disposez d'ouvrages ou d'articles de référence ou si vous connaissez des sites web de qualité traitant du thème abordé ici, merci de compléter l'article en donnant les références utiles à sa vérifiabilité et en les liant à la section « Notes et références ».
Manuel de Pedrolo, né le 1er avril 1918 à L'Aranyó, dans la commune d'Els Plans de Sió (Catalogne), et mort le 26 juin 1990  à Barcelone, est un écrivain, journaliste et traducteur espagnol du XXe siècle de langue catalane. Son œuvre, très prolifique, est très populaire.

## Enfance et jeunesse

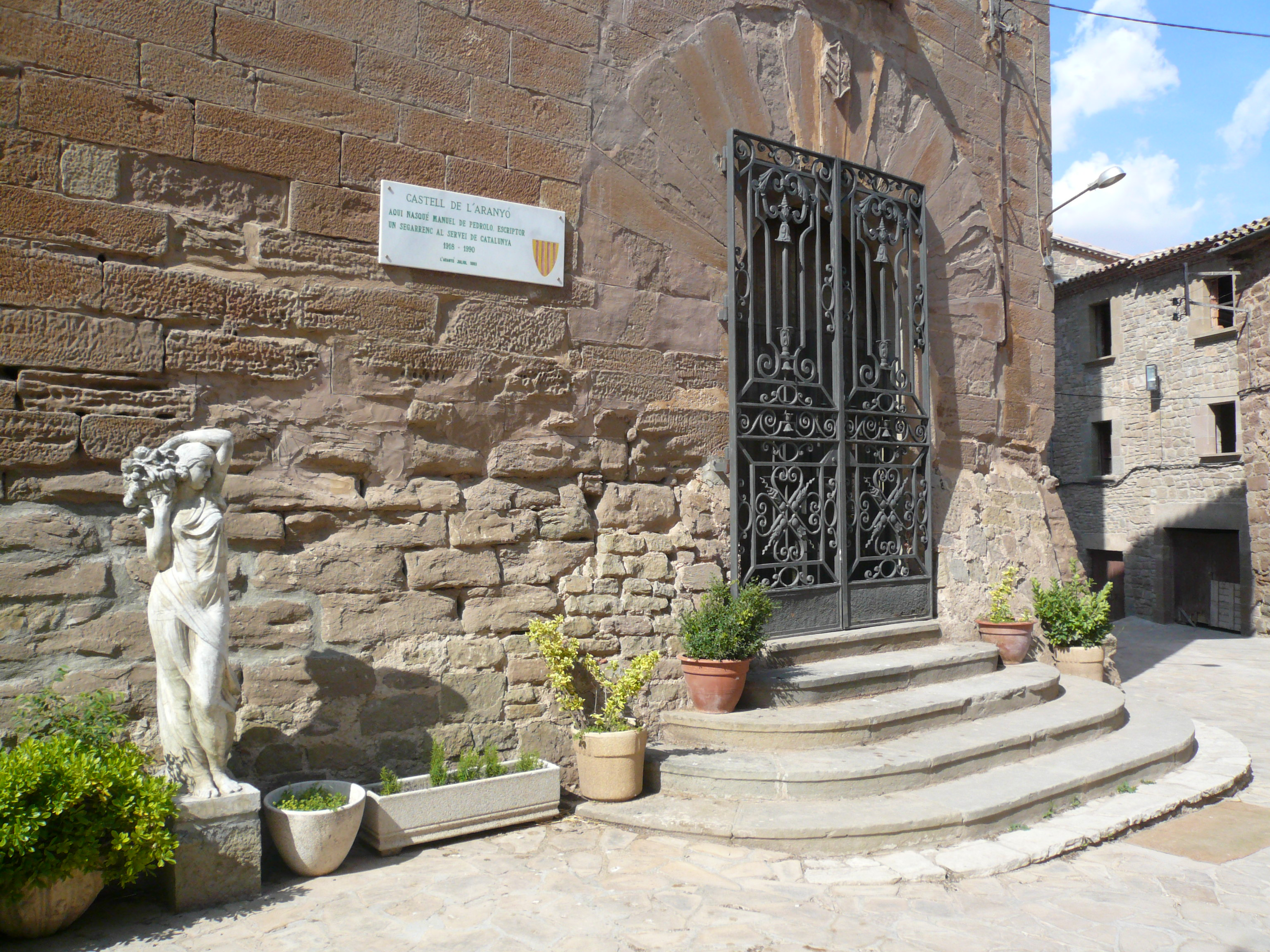
Château de L'Aranyó, où Manuel de Pedrolo est né.

Alors que sa famille habite le Castell de l'Aranyó et que Manuel est encore en bas âge, elle déménage à Tàrrega. Son père est président de l'Acció Catalana dans cette ville. Manuel de Pedrolo fréquente l'école primaire avec les Piaristes. Après avoir fini le secondaire à l'Institut Balmes, Manuel de Pedrolo décide d'étudier la médecine, mais la Guerre d'Espagne met fin à ses projets. Il rejoint le syndicat anarchiste CNT et travaille, pendant un certain temps, comme enseignant à la ville de Fígols de les Mines.
Manuel de Pedrolo prend part à la Guerre d'Espagne en tant qu'artilleur pour l'Armée Populaire de la République. Il sert sur les fronts de Falset, Figueres et Barcelone. Il écrit son premier roman à Valladolid.

## Œuvres
- El premi literari i més coses. Barcelone, Selecta, 1953. Valence, Edicions Bromera, 1990
- Es vessa una sang fàcil. Barcelone, Albertí editor, 1954, 1964. Edicions La Magrana, 1986
- Mr Chase, podeu sortir. Barcelone, Albertí editor, 1955
- Estrictament personal. Barcelone, Editorial Selecta, 1955. Prix Joanot Martorell 1954
- Domicili provisional. Palma de Majorque, Editorial Moll, 1956. Barcelone, Edicions La Magrana, 1982. Barcanova, 1990
- Un món per a tothom. Barcelone, Albertí editor, 1956
- Les finestres s'obren de nit. Palma de Majorque, Moll, 1957
- Violació de límits. Barcelone, Albertí editor, 1957
- Crèdits humans. Barcelone, Selecta, 1957
- L'inspector arriba tard. Palma de Majorque, Moll, 1960. Barcelone, Edicions La Magrana, 1988
- Una selva com la teva. Barcelone, Ediciones Destino, 1960
- La mà contra l'horitzó. Barcelone, Nova Terra, 1961. La Llar del llibre, 1985
- Balanç fins a la matinada. Barcelone, Selecta, 1963, 1984. Prix Sant Jordi du roman 1962
- Cendra per Martina. Barcelone, Proa, 1965, 1980. Kapel, 1982 — Prix Lletra d'Or 1966
- Joc brut. Barcelone, Edicions 62, 1965
- Avui es parla de mi. Barcelone, Selecta, 1966
- Elena de segona mà. Barcelone, Selecta, 1967. Edicions 62, 1985
- M'enterro en els fonaments. Barcelone, Proa, 1967
- Totes les bèsties de càrrega. Barcelone, Edicions 62, 1967
- A cavall de dos cavalls. Barcelone, Alfaguara, 1967
- Entrada en blanc. Barcelone, Cadí, 1968
- Solució de continuïtat. Palma de Majorque, Moll, 1968
- Un camí amb Eva. Barcelona, Llibres de Sinera, 1968. Edicions 62, 1975, 1988
- Se'n va un estrany. Barcelone, Llibres de Sinera, 1968. Edicions 62, 1976, 1988
- Falgueres informa. Barcelone, Llibres de Sinera, 1968. Edicions 62, 1979, 1989
- Mossegar-se la cua. Barcelone, Edicions 62, 1968, 1982
- Un amor fora ciutat. Barcelone: Aymà, 1970
- Nou pams de terra. Barcelone: Pòrtic, 1971
- Si són roses, floriran. Barcelone: Nova Terra, 1971, 1977. Edicions 62, 1980. La Llar del Llibre, 1985
- Situació analítica. Barcelone: Edicions 62, 1971, 1977, 1989
- Introducció a l'ombra. Barcelone: Proa, 1972, 1985
- Cops de bec a Pasadena. Barcelone: Nova Terra, 1972, 1975. Edicions 62, 1980
- Pas de ratlla. Barcelone: Proa, 1972
- Des d'uns ulls de dona. Barcelone: Edicions 62, 1972, 1979. Avui, 1995
- Unes mans plenes de sol. Barcelone: Edicions 62, 1972
- Espais de fecunditat irregulars. Barcelone: Proa, 1973, 1982
- Viure a la intempèrie. Barcelone: Nova Terra, 1974
- L'ordenació dels maons. Barcelone: Edicions 62, 1974, 1979, 1991
- Algú que no hi havia de ser. Barcelone: Proa, 1974
- Text/càncer. Barcelone: Dopesa, 1974
- Mecanoscrit del segon origen (ca). Barcelone: Edicions 62, 1974, 1982, 1986
- L'interior és el final. Barcelone: Edicions 62, 1974
- El temps a les venes. Barcelone: Edicions 62, 1974
- Cinc cordes. Barcelone: Edicions 62, 1974
- Internacional Setting. Barcelone: Edicions 62, 1974
- Acte de violència. Barcelone: Edicions 62, 1975, 1983, 1984, 1988
- Milions d'ampolles buides. Barcelone: Laia, 1975
- Sòlids en suspensió. Barcelone: Nova Terra, 1975. Edicions 62, 1981
- Detall d'una acció rutinària. Barcelone: Galba, 1975
- Trajecte final. Barcelone: Edicions 62, 1975, 1982. El Observador, 1991. Barcanova, 1992
- Contes fora recull. Barcelone: Edicions 62, 1975
- Perquè ha mort una noia. Barcelone: Galba, 1976
- Tocats pel foc. Barcelone: Edicions 62, 1976, 1983
- S'alcen veus del soterrani. Barcelone: Edicions 62, 1976, 1979, 1991
- Procés de contradicció suficient. Barcelone: Edicions 62, 1976
- Les portes del passat. Barcelone: Laia, 1977
- La paraula dels botxins. Barcelone: Laia, 1977
- Pols nova de runes velles. Barcelone: Edicions 62, 1977, 1992
- Hem posat les mans a la crònica. Barcelone: Edicions 62, 1977
- Lectura a banda i banda de paret. Barcelone: Proa, 1977
- L'ús de la matèria. Barcelone: Edicions 62, 1977
- Les fronteres interiors. Barcelone: Laia, 1978
- Cartes a Jones Street. Barcelone: Edicions 62, 1978, 1992
- Anònim I. Barcelone: Proa, 1978
- D'esquerra a dreta, respectivament. Barcelone: Edicions 62, 1978
- S'han deixat les claus sota l'estora. Barcelone: Edicions 62, 1978, 1979
- La nit horitzontal. Barcelone: Laia, 1979
- Aquesta matinada i potser per sempre. Barcelone: Galba, 1979
- Baixeu a recules i amb les mans alçades. Barcelone: La Magrana, 1979
- "Conjectures" de Daniel Bastida. Barcelone: Edicions 62, 1980, 1993
- Successimultani. Barcelone: Laia, 1980. Grup de Llibre, 1982. Pleniluni, 1991
- Anònim II. Barcelone: Edicions 62, 1981
- Anònim III. Barcelone: Edicions 62, 1981
- Anna. Olot: edició de bibliòfil, 1982
- Apòcrif u: Oriol. Barcelone: Edicions 62, 1982
- Exemplar d'arxiu, únicament persones autoritzades. Barcelone: La Magrana, 1982
- Apòcrif dos: Tina. Barcelone: Edicions 62, 1983
- No hi fa res si el comte-duc no va caure del cavall a Tàrrega. Barcelone: Laia, 1984. La Llar del Llibre, 1990
- Apòcrif tres: Verònica. Barcelone: Edicions 62, 1984
- Domicili permanent. Barcelone: La Magrana, 1984
- Apòcrif quatre: Tilly. Barcelone: Edicions 62, 1985
- Joc tapat. Valence: Edicions Tres i Quatre, 1985
- Caus a cada cantonada. Edicions 62, 1985
- Crucifeminació. Barcelone: Edicions 62, 1986
- Patologies diversament obscures. Barcelone: La Magrana, 1986
- La creació de la realitat, punt i seguit. Barcelone: Edicions 62, 1987
- Tot o nul. Barcelone: Edicions 62, 1988
- Disset contes i una excepció. Barcelone: Edicions 62, 1990
- Anna. Amb dibuixos de Miquel Plana. Lleida: Serveis Territorials de Cultura de la Generalitat a Lleida, 1990
- Obres púbiques. Barcelone: Edicions 62, 1991
- Tants interlocutors a Bassera. Edicions 62, 1992
- Doble o res. Barcelone: Edicions 62, 1997
- Us convida a l'acte. Recopilació de Xavier Garcia. Recull de 50 poèmes visuals eròtics. Lleida: Pagès Editors, 2000

## Distinctions
- Prix Joanot Martorell (1954) : Estrictament personal.
- Joan Maragall de poesia (1954): Simplement sobre la terra.
- Víctor Català de contes (1956): Crèdits humans.
- Fastenrath (1957): Un de nosaltres.
- Enric Martí de contes (1957): Negocis a Clay Town.
- Joan Santamaria de teatre (1957): Cruma.
- Roure-Torent de contes (1957): Set cordes.
- Ixart d'assaig (1957): Cita de narradors.
- Casal Català de París de poesia (1958): Nit de sang.
- Teatre experimental de teatre (1958): Darrera versió, per ara.
- Francesc Macià de novel·la (1959): Per què ha mort una noia.
- Pinya Rosa de contes (1959): La missió i l'escamot.
- Concepció Rabell de contes (1960): International Setting.
- Ignasi Iglésies de teatre (1960): Homes i No.
- Flor Natural Alguer de poesia (1961): He provat un gest amarg.
- Copa Artística de narració (1962): Elements d'una desfeta.
- Prix Sant Jordi du roman (1962) : Balanç fins a la matinada.
- Lletra d'Or (1966): Cendra per Martina.
- Viola d'Or de poesia (1967): Arreu on valguin les paraules, els homes.
- Prudenci Bertrana de novel·la (1968): Estats d'excepció.
- Englantina de poesia (1970): Cent companys per a un company.
- Prix d'honneur des lettres catalanes (1979).
- Prix de la critique Serra d'Or (1968, pour Totes les bèsties de càrrega ; 1972, pour Situació analítica ; 1975, pour Contes i narracions (segon volum) ; 1977, pour Procés de contradicció suficient ; 1991, pour Disset contes i una excepció ; 1992, pour Darrers diaris inèdits. Blocs 1988-1990)